# Siliștea (Teleorman)
Siliştea è un comune della Romania di 2 569 abitanti, ubicato nel distretto di Teleorman, nella regione storica della Muntenia. 
Il comune è formato dall'unione di 3 villaggi: Butești, Siliștea, Siliștea Mică.
Nel 2004 si sono staccati da Siliştea i villaggi di Purani e Puranii de Sus, andati a formare il comune di Purani.